# Wiz-us
ういずあす（ういずあす）は沖縄県出身・在住の3人組音楽ユニットである。
メジャーデビュー前は「ちゅらら」という名前だったが、2007年SME Recordsからのメジャーデビューを期に改名。2009年2月、ユニット名を英語表記からひらがなの「ういずあす」に変更。

## メンバー
- 金城里菜（きんじょうりな、1986年4月18日 - ）唄と三線。沖縄県名護市出身
- 比嘉麗香（ひがれいか、1985年8月17日 - ）唄と三線。沖縄県南城市出身
- 親川あやの （おやかわあやの、1985年6月5日 - ）唄と太鼓。沖縄県浦添市出身

## ディスコグラフィー

### シングル
1.通り雨（2007年3月14日）アニメ「出ましたっ!パワパフガールズZ」第三期エンディングテーマ
2.明日へ(あしたへ)(2009年4月1日)

### アルバム
1. ナカユクイ(2007年12月12日)

### その他
- 14プリンセス～PRINCESS PRINCESS CHILDREN～（2006年3月8日）

8.パレードしようよ